# Mia Hansen-Løve
Mia Hansen-Løve, född 5 februari 1981 i Paris, är en fransk filmregissör, manusförfattare och tidigare skådespelare. Hennes efternamn härstammar från hennes farfar, som emigrerade till Frankrike från Danmark.
Hansen-Løve har en dotter (född 2009) med regissören Olivier Assayas. Hon fick sitt andra barn, en son, år 2020 med filmskaparen Laurent Perreau.

## Filmografi i urval
- 2007 – Tout est pardonné
- 2009 – Mina barns far
- 2011 – Min ungdoms kärlek
- 2016 – Dagen efter denna
- 2021 – Bergman Island
- 2022 – En vacker dag...